# Haitis departement

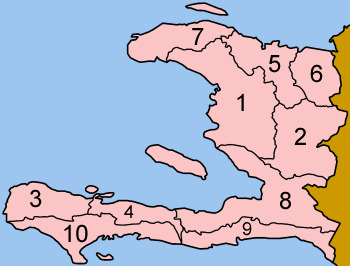
Karta över Haitis departement.

Haiti är indelat i 10 department (département). Departementen är indelade i 41 arrondissement (arrondissements) som är indelade i 133 kommuner (communes). Kommunerna är indelade i sektioner, som är geografiskt och statistiskt grupperade i städer och andra typer av orter (så kallade quartier) samt landbygdsområden.
| Nr | Department | Huvudstad      | Area (km²) | Invånare (2009) |
| -- | ---------- | -------------- | ---------- | --------------- |
| 1  | Artibonite | Gonaives       | 4 886,94   | 1 571 020       |
| 2  | Centre     | Hinche         | 3 487,41   | 678 626         |
| 3  | Grand'Anse | Jérémie        | 1 911,97   | 425 878         |
| 4  | Nippes     | Miragoâne      | 1 267,77   | 311 497         |
| 5  | Nord       | Cap-Haïtien    | 2 114,91   | 970 495         |
| 6  | Nord-Est   | Fort-Liberté   | 1 622,93   | 358 277         |
| 7  | Nord-Ouest | Port-de-Paix   | 2 102,88   | 662 777         |
| 8  | Ouest      | Port-au-Prince | 4 982,56   | 3 664 620       |
| 9  | Sud-Est    | Jacmel         | 2 034,10   | 575 293         |
| 10 | Sud        | Les Cayes      | 2 653,60   | 704 760         |